# Odprto prvenstvo Anglije 1971
Odprto prvenstvo Anglije 1971 je teniški turnir za Grand Slam, ki je med 21. junijem in 3. julijem 1971 potekal v Londonu.

## Moški posamično
John Newcombe :  Stan Smith 6-3, 5-7 2-6 6-4 6-4

## Ženske posamično
Evonne Goolagong :  Margaret Court 6-4 6-1

## Moške dvojice
Roy Emerson /  Rod Laver :  Arthur Ashe /  Dennis Ralston 4-6 9-7 6-8 6-4 6-4

## Ženske dvojice
Rosie Casals /  Billie Jean King :  Margaret Court /  Evonne Goolagong 6-3 6-2

## Mešane dvojice
Owen Davidson /  Billie Jean King :  Marty Riessen /  Margaret Court 3-6 6-2 15-13